# James Cecil, V conte di Salisbury
James Cecil, V conte di Salisbury (Londra, 8 giugno 1691 – Londra, 9 ottobre 1728), è stato un nobile e politico inglese.

## Biografia

### Infanzia

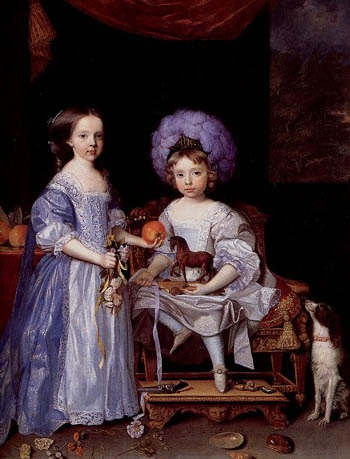
James Cecil, IV conte di Salisbury (al centro) con la sorella Catherine in un ritratto di John Michael Wright, 1669

James Cecil era il figlio di James Cecil, IV conte di Salisbury e di sua moglie, Frances Bennett.

### Carriera
Egli succedette ai titoli del padre dopo la prematura scomparsa di quest'ultimo nel 1694. Prestò servizio come Lord Luogotenente dell'Hertfordshire (1712-1714).

### Matrimonio
Lord Salisbury sposò Lady Anne Tufton, figlia di Thomas Tufton, VI conte di Thanet, il 12 febbraio 1709. La coppia ebbe quattro figli.

### Morte
James Cecil morì il 9 ottobre 1728 a Londra, all'età di 37 anni.

## Discendenza
Dal matrimonio tra Lord Salisbury e Lady Anne Tufton nacquero:
- James Cecil, VI conte di Salisbury (1713-1780);
- Lady Catherine (1722-1752), sposò John Perceval, II conte di Egmont, ebbero sei figli;
- Lady Anne (1728-1752), sposò William Strode, non ebbero figli;
- Lady Margaret (?-1752).

## Ascendenza
|                                     |                 |                                     | Genitori                                     |  |  | Nonni |  |  | Bisnonni                          |  |  | Trisnonni                            |  |
|                                     |                 |                                     |                                              |  |  |       |  |  | Charles Cecil, visconte Cranborne |  |  | William Cecil, II conte di Salisbury |  |
|                                     |                 |                                     |                                              |  |  |       |  |  | Charles Cecil, visconte Cranborne |  |  | William Cecil, II conte di Salisbury |  |
|                                     |                 | Catherine Howard                    |                                              |  |  |       |  |  | Charles Cecil, visconte Cranborne |  |  |                                      |  |
| James Cecil, III conte di Salisbury |                 |                                     |                                              |  |  |       |  |  | Charles Cecil, visconte Cranborne |  |  |                                      |  |
|                                     |                 | Diana Maxwell                       | James Maxwell, I conte di Dirletoun          |  |  |       |  |  |                                   |  |  |                                      |  |
|                                     |                 | Diana Maxwell                       | James Maxwell, I conte di Dirletoun          |  |  |       |  |  |                                   |  |  |                                      |  |
|                                     |                 | Diana Maxwell                       | Elizabeth de Boussoyne                       |  |  |       |  |  |                                   |  |  |                                      |  |
| James Cecil, IV conte di Salisbury  |                 | Diana Maxwell                       |                                              |  |  |       |  |  |                                   |  |  |                                      |  |
|                                     |                 | John Manners, VIII conte di Rutland | George Manners                               |  |  |       |  |  |                                   |  |  |                                      |  |
|                                     |                 | John Manners, VIII conte di Rutland | George Manners                               |  |  |       |  |  |                                   |  |  |                                      |  |
|                                     |                 | John Manners, VIII conte di Rutland | Grace Pierrepont                             |  |  |       |  |  |                                   |  |  |                                      |  |
| Margaret Manners                    |                 | John Manners, VIII conte di Rutland |                                              |  |  |       |  |  |                                   |  |  |                                      |  |
|                                     |                 | Frances Montagu                     | Edward Montagu, I barone Montagu di Boughton |  |  |       |  |  |                                   |  |  |                                      |  |
|                                     |                 | Frances Montagu                     | Edward Montagu, I barone Montagu di Boughton |  |  |       |  |  |                                   |  |  |                                      |  |
|                                     |                 | Frances Montagu                     | Frances Cotton                               |  |  |       |  |  |                                   |  |  |                                      |  |
| James Cecil, V conte di Salisbury   |                 | Frances Montagu                     |                                              |  |  |       |  |  |                                   |  |  |                                      |  |
|                                     | Richard Bennett | Thomas Bennett                      |                                              |  |  |       |  |  |                                   |  |  |                                      |  |
|                                     | Richard Bennett | Thomas Bennett                      |                                              |  |  |       |  |  |                                   |  |  |                                      |  |
|                                     | Richard Bennett | Mary Taylor                         |                                              |  |  |       |  |  |                                   |  |  |                                      |  |
| Simon Bennett                       | Richard Bennett |                                     |                                              |  |  |       |  |  |                                   |  |  |                                      |  |
|                                     |                 | Elizabeth Cradock                   | William Cradock                              |  |  |       |  |  |                                   |  |  |                                      |  |
|                                     |                 | Elizabeth Cradock                   | William Cradock                              |  |  |       |  |  |                                   |  |  |                                      |  |
|                                     |                 | Elizabeth Cradock                   | …                                            |  |  |       |  |  |                                   |  |  |                                      |  |
| Frances Bennett                     |                 | Elizabeth Cradock                   |                                              |  |  |       |  |  |                                   |  |  |                                      |  |
|                                     |                 | Gilbert Moorwood                    | Rowland Morewood                             |  |  |       |  |  |                                   |  |  |                                      |  |
|                                     |                 | Gilbert Moorwood                    | Rowland Morewood                             |  |  |       |  |  |                                   |  |  |                                      |  |
|                                     |                 | Gilbert Moorwood                    | Katherine Stafford                           |  |  |       |  |  |                                   |  |  |                                      |  |
| Grace Moorwood                      |                 | Gilbert Moorwood                    |                                              |  |  |       |  |  |                                   |  |  |                                      |  |
|                                     |                 | Frances Salmon                      | …                                            |  |  |       |  |  |                                   |  |  |                                      |  |
|                                     |                 | Frances Salmon                      | …                                            |  |  |       |  |  |                                   |  |  |                                      |  |
|                                     |                 | Frances Salmon                      | …                                            |  |  |       |  |  |                                   |  |  |                                      |  |
|                                     |                 | Frances Salmon                      |                                              |  |  |       |  |  |                                   |  |  |                                      |  |